# Beth Hart
Beth Hart (Los Ángeles, California, 24 de enero de 1972) es una cantante y compositora estadounidense de blues, rock, soul y jazz. Es una de las contralto más respetadas por su potente voz y su intensidad al interpretar. Artistas como Robert Plant, Ella Fitzgerald, Chris Cornell, Janis Joplin, Aretha Franklin, Etta James, entre otros, han influido en su particular estilo. Todas estas influencias quedan claramente plasmadas en su discografía a lo largo de su carrera musical.

## Infancia
Beth Hart comenzó a incursionar en la música tocando el piano. Su fascinación por este instrumento empezó un día cuando oyó en la televisión Claro de Luna. Esa misma noche se sentó al piano y se puso a tocar un fragmento de la famosa obra atribuida a Beethoven. Tenía tan solo 4 años. Sus padres, gratamente sorprendidos, no tardaron en inscribirla en clases de piano con la señorita Davis, una profesora de piano que también pintaba. Cuando Beth Hart tenía unos ocho años, la señorita Davis se dio cuenta de que la pequeña Beth no había aprendido a leer música, ya que tocaba la pieza musical y luego le daba la partitura para que se la llevase a casa y practicase. Hart nunca llegó a utilizar la partitura y simplemente tocaba la pieza fingiendo que estaba leyendo. Cuando la profesora se dio cuenta, se enojó mucho y le dijo a su madre que no iba a darle más clases de piano. No fue suficiente para que Hart dejara de tocar el piano. De hecho, en su infancia prácticamente no tenía amigos pues cada vez que invitaba a uno a su casa, lo sentaba delante del piano y pasaba la tarde tocando para él.

## Adicción a las drogas y recuperación
A los once años, Hart conoció a la que sería su mejor amiga, Sarah, con la que compartió gustos musicales (Black Sabbath, Led Zeppelin, entre otros) y también fiestas y adicciones (drogas y alcohol). Cuando su hermana Sharon cayó en una profunda adicción a las drogas (a ella le dedicaría la canción Sister Heroine), Beth dejó de frecuentar a Sarah. Al cabo de unos años, Hart supo que su adicción a las drogas era consecuencia del trastorno bipolar que sufre desde pequeña. Aunque tuvo un diagnóstico temprano, no recibió tratamiento porque su madre consideró ridículo que una niña de doce años recibiera medicación. Producto de esto, comenzó a usar drogas junto con su hermana Sharon (quien contrajo HIV por compartir jeringuillas).  A los veintisiete años, Hart fue hospitalizada por abuso de alcohol y drogas. Fue entonces cuando supo que sufría un trastorno bipolar y empezó a tratarse. A partir de entonces dejó de consumir drogas y alcohol y mejoró instantáneamente.

## Salto a la fama
Hart participó en varios concursos de canto en televisión, a la vez que tocaba en bares de Los Ángeles. Si bien era conocida a nivel local, en 1993 su victoria en Star Search con la interpretación de su propio tema "Am I the one" fue el impulso inicial para llegar a públicos más amplios. En 1996, su disco Immortal tuvo una gran difusión internacional gracias a "Am I the one", pero fue en 1999, con el lanzamiento de Screamin' for my Supper -que contenía temas como LA Song (Out of this town)- cuando le llegó la consagración.  Hart declaró entonces que empezó a sentirse una compositora a partir de este disco. Sus problemas con las drogas hicieron quebrantar su contrato discográfico con Atlantic Records y fue el representante de la gira, Scott Guetzkow, quien le ayudó a poner los pies en la tierra nuevamente. Guetzkow y Hart se casaron en Las Vegas en 2000 y tras un periodo de rehabilitación de su adicción, comenzó a trabajar en su regreso con Leave the Light on. Tres años después,  dicho álbum fue catalogado por la revista Billboard como "Uno de los discos más reconocidos del año", y en 2005 con el DVD de su actuación en vivo en Ámsterdam, Live At Paradiso, y su hit Good As It Gets del disco 37 Days, fueron los detonantes de su consagración en Europa.

## Colaboraciones

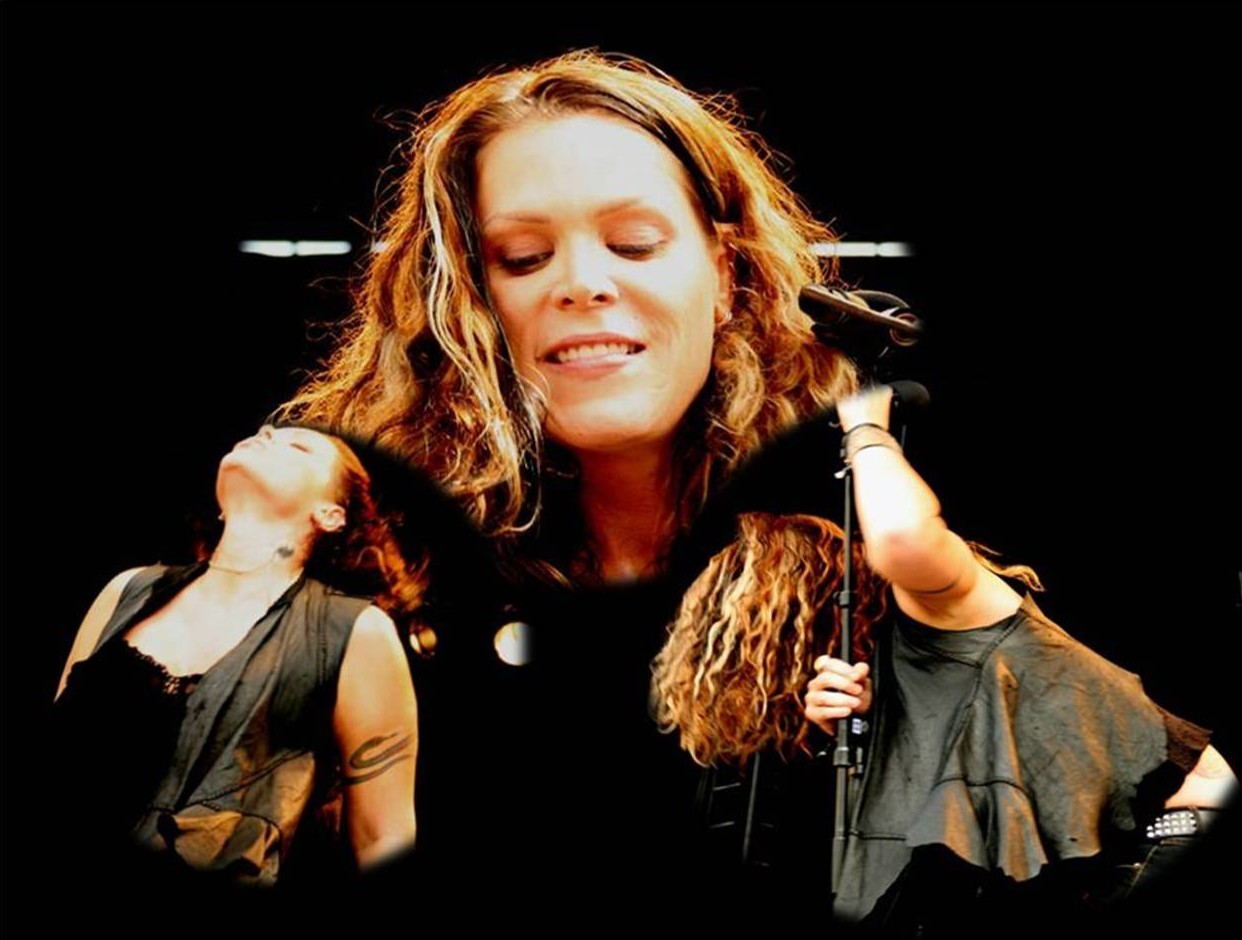
Hart en Notodden Blues Festival, Noruega, 2009

Beth Hart ha grabado con guitarristas de la talla de Jeff Beck, Slash y Joe Bonamassa.  Junto a Slash grabó una canción titulada "Mother Maria", lanzada en la versión del álbum solista de Slash en iTunes, Slash. Colaboró también con Deep Purple en el álbum Bananas (2003) haciendo coros en el tema "Haunted". Tiempo después, conoció a Bonamassa en el pasillo de un hotel e instantáneamente se pusieron a trabajar en un álbum de clásicos del Blues, lanzado en 2011 con el título Don't explain. El álbum fue un éxito rotundo. Ocupó un puesto entre los mejores discos de 2011 de la revista UK’s Classic Rock magazine. Más tarde, hizo una aparición como invitada especial en el show de Joe Bonamassa en vivo en el Beacon Theatre de Nueva York, interpretando temas de dicho álbum (I'll take care of you). y Sinner's prayer.

## El año 2012
Colaboró con "Born" en el sencillo "It Hurts", lanzado en febrero de 2012. El 31 de julio de 2012 (4 de octubre en Europa) lanzó "My California". En la misma fecha, lanzó un EP titulado "Introducing Beth Hart". El 23 de agosto de ese año su canción "Take It Easy On Me" de ese álbum fue utilizada en el primer episodio de la octava temporada del drama emitido por BBC-TV, Waterloo Road. En diciembre de 2012 se presentó junto a Jeff Beck en el Kennedy Center Opera House, entre un grupo de músicos de Blues y Rock, interpretando "I'd Rather Go Blind" en tributo a Buddy Guy, quien recibió un premio Kennedy Center Honor por su contribución a la cultura norteamericana.  Ese mismo mes se anunció que Joe Bonamassa y Hart estaban planificando una gira por Europa, un DVD en vivo que se grabaría durante esa misma gira y un nuevo disco de estudio. En 2012 lanzó el disco "Bang Bang Boom Boom" en Europa. El álbum fue lanzado en 2013 en Estados Unidos y, según la propia Hart, marcó un antes y un después en su carrera ya que pudo comenzar a componer desde otro punto de vista. En discos anteriores solo conseguía escribir letras para sus canciones inspiradas por sentimientos negativos, mientras que en este disco asume un rol distinto que le permite abarcar temáticas como el amor y la felicidad.

## Trayectoria posterior
En la edición de 2013 fue candidata a los premios Grammy al mejor álbum de blues, por "Seesaw". Continuó componiendo y dando conciertos en solitario, con su banda, en los circuitos de blues y jazz. Ha seguido consolidando su carrera artística y ganándose el respeto de público y crítica, como en el 50 Festival de Jazz de Barcelona o en teatro Palacio Valdés de Avilés, en 2018. La estadounidense es considerada una diosa en Reino Unido y su directo en Amstérdam es considerado una joya.

## Discografía

### Discos de estudio
Discografía solista
- Beth Hart and the Ocean of Souls (1993) - Álbum relanzado en 2009
- Immortal (1996)
- Screamin' for My Supper (1999)
- Leave the Light On (2003)
- Live at Paradiso (2005) - También disponible en DVD con un documental y canciones extra
- 37 Days (2007) - También disponible en la versión europea del DVD "37 Days Live"
- Beth Hart & the Ocean of Souls (2009) - Razz Records
- My California (2010)  (2011 en Estados Unidos, de acuerdo a Spotify)
- Bang Bang Boom Boom (2012) (2 de abril de 2013 en Estados Unidos)
- Better Than Home (2015)
- Fire On The Floor (2016) - Feb 2017 en US
- Front And Center (Live From New York) (2018)
- War in my mind (2019)
- A Tribute to Led Zeppelin (2022)
- Better Than Home (2022)
- You Still Got Me (2024)

Discografía con Joe Bonamassa
- Don't Explain (2011)[12]
- Seesaw (2013)
- Live in Amsterdam (2014)
- Black Coffee (2018)